# Betende Bäume
Das durch den Wind verursachte Wiegen der Äste und Blätter bestimmter Arten führt in bestimmten Gebieten des Kaukasus und der türkischen Schwarzmeerregion zu dem Glauben, dass Bäume zu beten vermögen. Dabei werden Bäume mit überwiegend starrem Geäst – wie die Eiche – als nicht-betend angesehen.

## Türkei

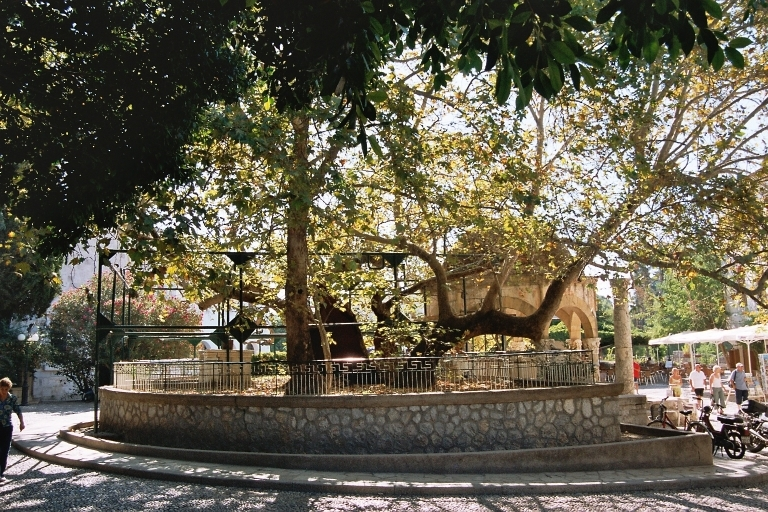
Die Platane des Hippokrates

Als die Bewohner der heutigen Stadt Akçaabat in der Provinz Trabzon noch an Naturgottheiten (Götzen) glaubten, beteten sie Orientalische Platanen an. Daher wurde die Stadt früher Platana oder Pulathane genannt. Die offizielle Darstellung führt diese Namen jedoch einzig auf die große Anzahl vorhandener Platanen zurück.
Noch heute existiert eine große Hingabe der ländlichen Bevölkerung gegenüber Bäumen. Teilweise gilt ein Baum als wertvoller als ein menschliches Leben. Die Liebe zu den Bäumen verdeutlicht folgende Geschichte (von Lermioğlu belegt) aus den 1940er Jahren: Im Dorf Mersin im Landkreis Akçaabat fällte ein Jäger einen Baum, nachdem er gesehen hatte, dass die Dorfbevölkerung dem Baum huldigte, den sie „kragen“ nannte. Daraufhin zeigte die Bevölkerung den Jäger mit den Worten „Der Jäger zerhackte den Heiligen“ bei der Wache an. In der Annahme, der Jäger hätte jemanden mit der Titulierung „Heiliger“ getötet, nahmen die Polizisten ihn zunächst fest, ließen ihn nach Aufklärung des Missverständnisses jedoch wieder frei. Es wird vermutet, dass der Glaube an heilige Bäume seinen Ursprung in Kultbildern des Kaukasus hat. Die erwähnte Dorfbevölkerung entstammt vermutlich der Kolchis – einer Kultur, die inmitten des islamischen Trabzons weiterbesteht.
Eine ähnliche Kultur kann auch im Bezirk Hemşin in der Provinz Rize beobachtet werden. Hier ist es teilweise Tradition, dass drei Tage vor und während religiöser Feste keine Äste abgesägt werden dürfen, da geglaubt wird, die Äste beteten.